# Josephine Diebitsch Peary
Josephine Cecilia Diebitsch Peary (Maryland, 22 de maig de 1863 - Portland, Maine, 19 de desembre de 1955) va ser una escriptora nord-americana i exploradora àrtica.

## Biografia
La seva mare, Magdalena Augusta Schmid Diebitsch, era de Saxònia. El seu pare, Hermann Henry Diebitsch, era un oficial militar de Prússia. Durant la Guerra Civil la granja de la família Diebitsch va ser destruïda i van marxar a Washington DC. Hermann posteriorment es va convertir en un empleat del departament d'intercanvi de la Smithsonian Institution. Va tenir un germà, Emil Diebitsch, que més tard es va convertir en l'alcalde de Nutley, a Nova Jersey, i la germana Marie Diebitsch de Washington. Josephine va assistir a l'Spencerian Business College i es va graduar el 1880. Va treballar al Departament d'Interior dels EUA.

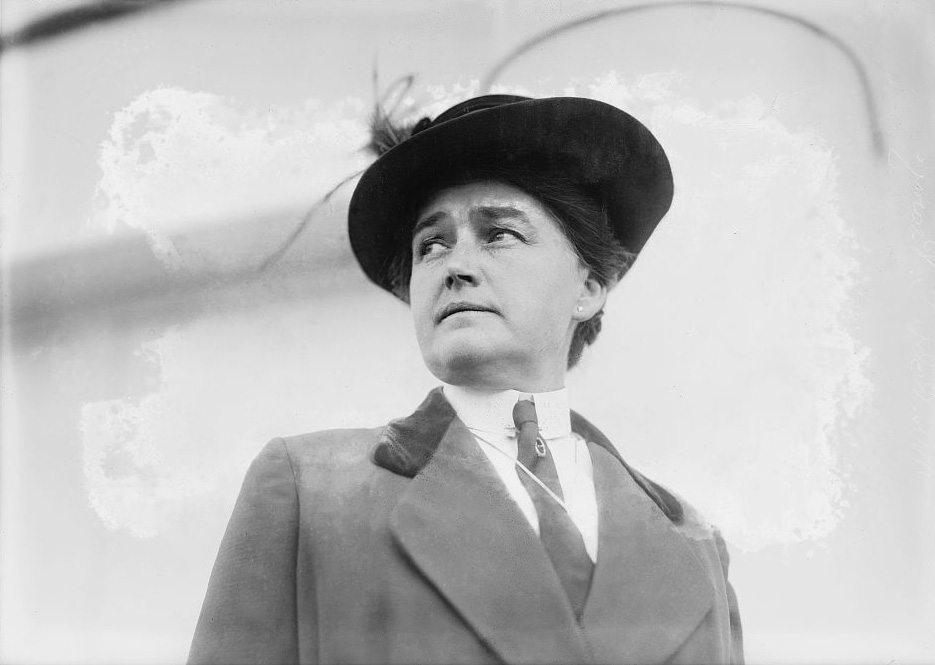
J. Diebitsch Peary cap al 1913

Va conèixer Robert Peary el 1885 en unes classes de ball. Robert havia nascut a Pensilvània el 1856 i va estudiar al Bowdoin College, a Brunswick, Maine. Es van casar l'11 d'agost de 1888. Ella sovint l'acompanyava, i va ser la dona blanca que més lluny va arribar en els viatges al nord. Ella l'acompanyà en sis de les seves expedicions àrtiques i va ser considerada la Primera Dama de l'Àrtic. Des que es van casar, Robert Peary va dirigir amb èxit una expedició al Pol Nord. D'aquesta manera va guanyar el títol de ser el primer home blanc a explorar l'Àrtic. En aquest moment Josephine Diebitsch es va quedar a casa, de l'Illa de l'Oceà Casco Bay, a Maine, que Robert havia comprat l'any 1877.
Josephine i Robert van tenir dos fills. Marie Ahnighito Peary, nascuda el 1893, que aviat fou coneguda com a "Baby Snow", va néixer a menys de trenta graus al Pol Nord. El seu fill va ser nomenat Robert E. Peary Jr. Encara que els dos fills eren aventurers de l'Àrtic, Robert Jr. més tard es va convertir en enginyer de construcció. També van tenir tres nets, Edward Peary Stafford, Robert E. Peary III i Joseph D. Peary.
Robert Peary va morir el 20 de febrer de 1920. Després de la seva mort, Josephine es va establir a Portland, Maine, el 1932. Josephine Peary va morir el 19 de desembre de 1955 als 92 anys.

## Obres
- My Arctic Journal (El meu diari àrtic) (1893)
- The Snow Baby (L'infant de la neu) (1901)
- Children of the North (Nens del Nord) (1903)[5]

## Reconeixements

Josephine Diebitsch Peary en una imatge de 1905

- Màxim honor de la Societat Nacional Geogràfica, amb la Medalla d'Èxits, pels descobriments àrtics.[5]
- Membre fundador de la Societat Geogràfica de Filadèlfia i Appalachian Mountain Club.[7]
- Membre honorària de la Women Geographers Club.[7]

## Recreació
Isabel Coixet va fer la pel·lícula Ningú no vol la nit, protagonitzada per Juliette Binoche, sobre la vida de Josephine Diebitsch Peary. El film es va presentar en la secció oficial de la Berlinale, el febrer de 2015, en la seva 65a edició.
El 2016 aquesta obra va guanyar quatre premis Goya en la seva XXXa edicióː a la Millor producció (Andrés Santana i Marta Miró), millor disseny de vestuari (Clara Bilbao), millor maquillatge i perruqueria (Pablo Perona, Paco Rodríguez H. i Sylvie Imbert) i millor música original (Lucas Vidal).